# Phractura intermedia
Phractura intermedia es una especie de pez de la familia Amphiliidae en el orden de los Siluriformes.

## Morfología
• Los machos pueden llegar alcanzar los 9,5 cm de longitud total.

## Distribución geográfica
Se encuentran en África: ríos costeros desde el río Nyong (Camerún) hasta el río Kouilou.